# Consell de Cent
De Consell de Cent was een bestuurlijk orgaan in Barcelona dat bestond van 1265 tot 1714.

## Ontstaan
De Consell de Cent, in het Nederlands Raad van Honderd, ontstond in zijn eerste vorm in 1249 toen koning Johan I van Aragón een bestuursvorm voor de stad Barcelona ontwierp. Hij benoemde 4 paciarii (Latijn), in het Catalaans paers, als stadsbestuur. Die moesten een vergadering beleggen om de kwestie rond benoeming van nieuwe paers te regelen.
Johan paste in de loop der tijd deze regels voor het lokale bestuur steeds aan, in 1258, 1265, 1265 en 1274. In 1265 werd het aantal leden vastgesteld op 100 en kreeg toen de naam Consell de Cent. Het aantal leden zou in de loop van de tijd toenemen.
Het uiteindelijke systeem kreeg een dagelijks bestuur van 5 raadslieden, of Consellers, die door 12 leden uit de Consell de Cent werden gekozen.
In de Consell de Cent waren kooplieden, ambachtslieden, adel en Ciutadans Honrats vertegenwoordigd. De Ciutadans Honrats waren burgers die in de loop der tijd een aristocratische rol op zich hadden genomen.

## Hervorming door Alfons V

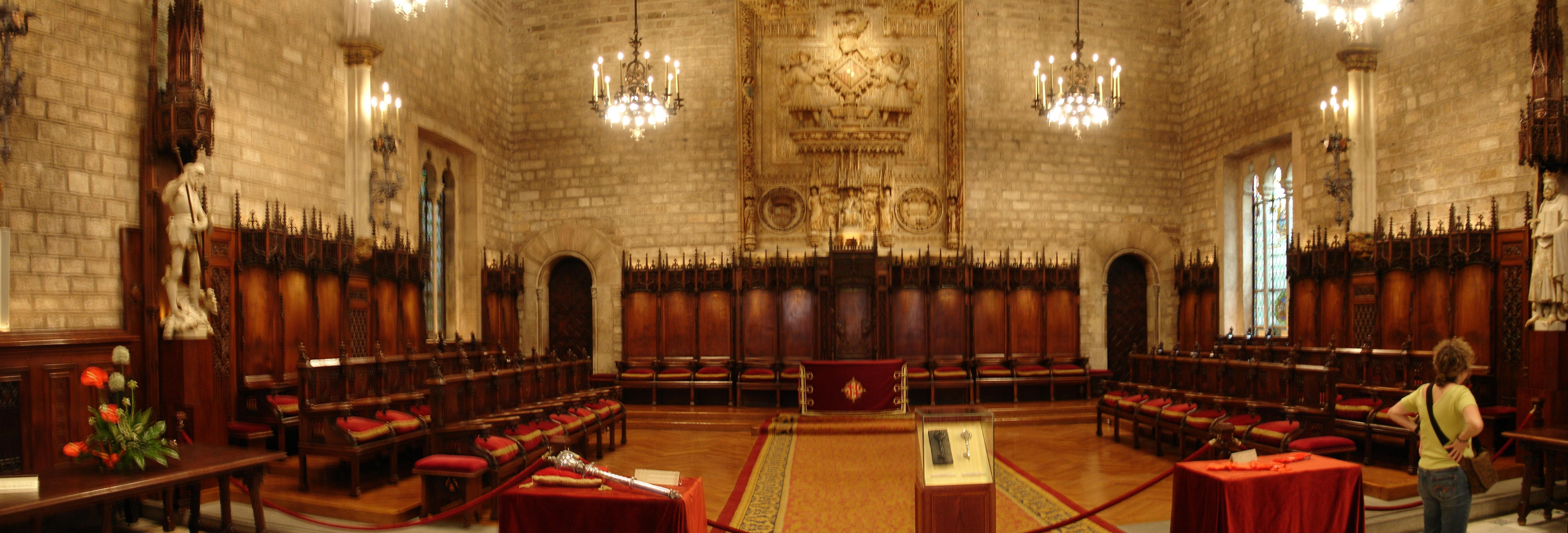
Barcelona, Casa de la Ciutat: Saló de Cent, zaal waar de Concell de Cent zetelde

In 1453 begon Alfons V van Aragón met een poging om het politieke systeem van Barcelona te veranderen. Hij beval een terugkeer van het systeem van 1274. Maar omdat niemand meer wist wat dat inhield, ontstond er verwarring. Alfons V wees Galceran de Requesens aan als formateur.
Duidelijk was de situatie niet. In 1454 bestond er nog steeds opperste verwarring omtrent de kwestie en vroeg Requesens de regering van Alfons, toen in Napels, om raad. Het antwoord kwam in februari 1455.
Alle vier de facties, Ciutadans Honrats, mercaders (kooplieden), artistes (vrije beroepen) en menestrals (handwerkslieden), moesten in het bestuur van de stad gelijk vertegenwoordigd zijn. Voor het eerst zouden de Consellers moeten zijn: twee Ciutadans Honrats, een koopman, een vertegenwoordiger van de ambachtslieden en een van de handwerkslieden. Daarnaast moesten deze groepen ook in de Consell de Cent een evenredige vertegenwoordiging hebben.
Daardoor kwam de Consell de Cent in handen van de nieuwe klasse van koop- en handwerkslieden, de Busca.
In de 15e eeuw ontstond binnen de Consell de Cent de Trentenari, ook de Consell de Trenta, oftewel een Raad van Dertig, die eigenlijk uit 32 leden bestond. Deze raad bereidde voorstellen voor die door de algehele vergadering konden worden behandeld.

## Hervorming door Ferdinand II

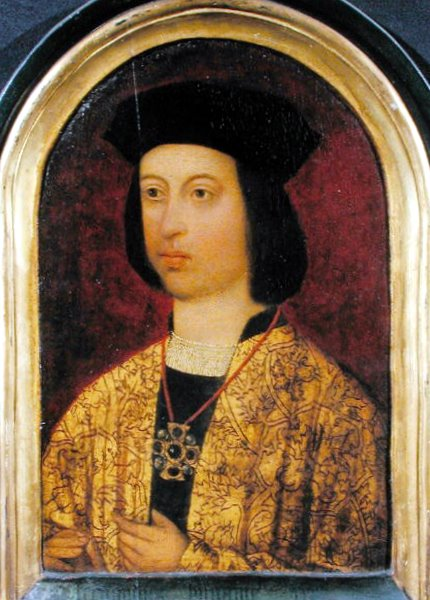
Koning Ferdinand II van Aragón voerde opnieuw een hervorming in van het stadsbestuur van Barcelona

Het gemeentelijk bestuur van Barcelona werd in 1498 door Ferdinand II van Aragón opnieuw hervormd. De Consell de Cent bestond toen uit 144 leden, waarbij de helft van de afgevaardigden jaarlijks werd uitgeloot en vervangen door andere vertegenwoordigers. De leden van de raad bestonden uit vier verschillende groepen:
- De ciutadans, de burgers, waarvan 32 Ciutadans Honrats en rechtsgeleerden, en 16 militairen, na 1621 moesten twee van deze militairen van adel zijn
- De mercaders, de koopmanslieden, gekozen door de Llotja, een vereniging van koopmannen.
- De artistes, uitoefenaars van vrije beroepen, waartoe behalve notarissen en dokters ook kruideniers en kappers deel van uitmaakten.
- De menestrals, de ambachtslieden, smeden, kleermakers, en andere handwerkslieden.

De Consell de Cent koos door middel van loting het dagelijks bestuur dat bestond uit 5 leden, de Consellers. Dit gebeurde elk jaar op 30 november, de naamdag van de apostel Andreus.
De eerste drie waren Ciutadans Honrats, de vierde een mercader, en de vijfde een menestral of een artista, het laatste wisselde per kalenderjaar. De oude aristocratie had een meerderheid van 80 zetels. De artistes en menestrals vertegenwoordigden echter een belangrijke groep en als de politieke druk van hun achterban hoog was, dan moesten de overige leden van de Consell daar rekening mee houden.
De Consell de Cent werd opgeheven toen Filips V van Spanje in 1714 Barcelona bezette en de Decretos de Nueva Planta afkondigde. De laatste voorzitter, Rafael Casanova i Comes (1660-1743) werd afgezet, zijn bezittingen onteigend en hij trok zich terug op het landgoed van zijn zoon, Rafael jr., in Sant Boi de Llobregat.
Naar de Consell de Cent is in Barcelona een straat genoemd die loopt van de Avenida Meridiana tot aan de Carrer de la Creu Coberta.